# Albergue Warnes
Se conoció como Albergue Warnes al conjunto edilicio que existió, entre 1951 y 1991, sobre la Avenida Warnes, entre Avenida de los Constituyentes y Avenida Chorroarín, en el barrio porteño de La Paternal.

## Proyecto de hospital
En 1951, el gobierno de Juan Domingo Perón, decidió construir lo que por ese entonces se imaginaba sería el hospital de niños más importante de Latinoamérica y uno de los más completos del mundo, capaz de acoger a miles de pacientes. Con este propósito se expropió un predio de 19 ha, frente al Hospital Alvear, perteneciente a la familia Etchevarne y pronto comenzaron los trabajos de edificación.

El proyecto original contaba con cuatro edificios de varios pisos (nueve tenían los dos que se terminaron de levantar), con amplios salones, decorados por especialistas en psicología Infantil. Con el derrocamiento de Perón en 1955 se paralizaron las obras faltando 12 meses para la finalización de las mismas. El lugar fue abandonado en avanzado estado de construcción y lentamente ocupado por familias que lo fueron identificando como el "Albergue Warnes".
En 1957 el gobierno de facto de Pedro Eugenio Aramburu transfirió el predio, sin cargo, a la Municipalidad de la Ciudad de Buenos Aires para la habilitación de un centro sanitario municipal. Las obras jamás se iniciaron y, desde entonces, el edificio del Albergue Warnes empezó a recibir familias carenciadas.

## Años posteriores
A pesar de no contar con agua corriente, desagües, energía eléctrica, ni aberturas, la escasez habitacional de la ciudad hizo que muchas familias decidieran llegar hasta allí para al menos contar con un techo para protegerse de las intemperies.
En los amplios salones pensados como pabellones del trunco hospital, la gente construyó sus «departamentos», dividiéndolo con maderas que encontraron en la planta baja. Los primeros pisos eran los más codiciados ya que las estrechas escaleras no sólo cansaban sino además, de noche, sin luz en los pasillos, era casi imposible transitar por ellos.
A partir de la falta de controles y de seguridad dentro del albergue, mucha gente comenzó a cobrar alquiler a otros moradores por los espacios que ocupaban.
En los diferentes pisos, también empezaron a aparecer almacenes, una pizzería, un salón de billares, una tienda, y en el noveno piso, un prostíbulo.
Veintiún años después de la paralización de las obras del hospital, el albergue hospedaba a más de 600 familias. En ese período la familia Etchevarne empezó a tramitar judicialmente la devolución del predio, ya que el fin de la expropiación no se había cumplido.
En 1975, la Corte Suprema de Justicia confirmó la sentencia obligando al estado a devolver la propiedad sin personas y edificaciones, cercado y con veredas.
Por ese entonces habitaban 2.436 personas que formaban 646 familias. El 76% de los residentes eran argentinos y el 24% extranjeros, en su mayoría paraguayos. El 70% de los jefes de familia tenían trabajo, principalmente obreros de la construcción, también había personal doméstico, cartoneros y vendedores ambulantes.

## Evacuación y demolición
En la mañana del 7 de diciembre de 1990 comenzó el traslado de las familias que habitaban el albergue, más de 200 camiones participaron de la mudanza hacía el entonces flamante Barrio Ramón Carrillo.
El sábado 16 de marzo de 1991, frente a un público de 30 mil personas, se procedió a la demolición de las edificaciones vía implosiones.

## Actualidad
En la actualidad la zona se transformó en una zona de compras y paseo que incluye un supermercado Carrefour, un parque y un túnel para la circulación de autos.